# Clover Club
Le clover club est un cocktail à base de gin, de sirop de framboise et de jus de citron. Il fait partie de la liste des cocktails dits « inoubliables » de l'International Bartenders Association.

## Histoire
Le cocktail Clover Club est un classique né à Philadelphie à la fin du XIXᵉ siècle. Il doit son nom au Clover Club, un club privé fréquenté par les élites politiques et intellectuelles de la ville. La première mention écrite de sa recette apparaît en 1917 dans The Ideal Bartender de Tom Bullock.
À l'origine, le cocktail était principalement consommé par une élite masculine, mais au fil des années, il est devenu un grand classique des bars à cocktails du monde entier. Son équilibre parfait entre acidité et douceur, combiné à la mousse onctueuse apportée par le blanc d'œuf, en fait une boisson appréciée des amateurs de cocktails raffinés.
Le Clover Club a retrouvé une popularité accrue grâce à la barmaid new-yorkaise Julie Reiner, qui a contribué à son renouveau en nommant son établissement Clover Club, situé à Brooklyn.

## Ingrédients et préparation
Le Clover Club a subi de nombreuses variantes au fil du temps, certaines intégrant d'autres types de sirops ou de liqueurs. Cependant, voici la recette originale qui a fait sa renommée : 

### Ingrédients
- Gin
- Vermouth blanc
- Jus de citron jaune
- Sirop de framboise
- Blanc d'œuf
- Des glaçons

### Préparation
- Remplir une coupe à cocktail de glaçons.
- Verser le gin, le vermouth, le jus de citron, le blanc d'œuf et le sirop de framboise dans un shaker.
- Shaker pendant 10 secondes.
- Ajouter des glaçons dans le shaker et shaker à nouveau pendant 15 secondes.
- Retirer les glaçons du verre à cocktail.
- Filtrer le mélange dans le verre à cocktail.